# Thế kỷ 21 TCN
Thế kỉ 21 TCN bắt đầu từ ngày đầu tiên của năm 2100 TCN và kết thúc vào năm 2001 TCN.